# 이나 카나바로 루카스
이나 카나바로 루카스(Inah Canabarro Lucas, 1908년 6월 8일 ~ 2025년 4월 30일)는 브라질 수녀이자 슈퍼센티네리언으로,  2024년 12월 29일 이토오카 토미코의 사망 이후 공식적으로 남녀를 통틀어 생존 중인 인물 중 공식 최고령자였고, 2023년 1월 17일 뤼실 랑동이 사망한 이후 세계 최고령 수녀가 되었다. 2022년 1월 23일 안토니아 다 산타 크루즈가 사망한 이후로 브라질 최고령자가 되었다. 또한 2022년 7월 30일 소피아 로하스가 사망 이후 남아메리카 최고령자가 되었다.

## 약력
이나 카나바로 루카스는 1908년 6월 8일 브라질 히우그란지두술주에서 주앙 안토니아 루카스와 마리아나 카나바로 루카스의 맏이로 태어났다. 그녀에게 남동생 루브 카나바로 루카스가 있다. 그녀의 남동생 루브 카나바로 루카스가 브라질 군대 일원이었다. 산타 테레사 데 헤수스 고등학교에서 유치원 교사로 일했고, 브라질의 30대 대통령인 주앙 피게이레도를 가르쳤다. 또한 그녀는 라가머핀 전쟁(Ragamuffin War)에 참전한 데이비드 카나바로(David Canabarro) 장군의 증손녀이다. 프란치스코 교황은 그녀의 110번째 생일을 맞아 그녀에게 축하 메시지를 보냈다.
이나 카나바로 루카스는 결혼하지 않았고, 자연히 남편은 물론 자녀도 없었다. 물론 이건 그녀의 직업부터가 정말 미혼으로 살아야 만 하는 게 의무인 수녀이니 만큼 당연한 것이다.
그녀는 뤼실 랑동에 이어 역사상 두번째로 나이가 많은 수녀이다. 2023년 1월 17일에 뤼실 랑동이 사망함으로써 최고령 수녀가 되었다. 2023년 5월, 지역 대교구는 그녀의 115번째 생일을 축하했다.

## 같이 보기
- 슈퍼센티네리언
- 최장수인

| 이전 이토오카 토미코 | 세계최고령자 2024년 12월 29일~2025년 4월 30일 | 이후 에델 카터럼 |

| 이전 안토니아 다 산타 크루즈 | 브라질 최고령자 2022년 1월 23일~2025년 4월 30일 | 이후 이자벨 로사 페레이라 |

| 이전 소피아 로하스 | 남아메리카 최고령자 2022년 7월 30일~2025년 4월 30일 | 이후 이자벨 로사 페레이라 |

| 이전 소피아 로하스 | 라틴아메리카 최고령자 2022년 7월 30일~2025년 4월 30일 | 이후 이자벨 로사 페레이라 |

| 이전 뤼실 랑동 | 세계 수녀 최고령자 2023년 1월 17일~2025년 4월 30일 | 이후 프랜시스 피스카텔라 |